# That
Een that of thaat (in het Indiaas ঠাট) is een modaal toonsysteem dat in Hindoestaanse muziek voorkomt. Een that heeft telkens 7 tonen, en vormt de basis waarop de vele raga's in de Noord-Indiase klassieke muziek worden ingedeeld.

## Achtergrond
Het begrip 'that' en de 10 basisvormen die een that kan hebben zijn bedacht door Vishnu Narayan Bhatkhande in de eerste decades van de 20e eeuw.
Een that is een specifieke serie tonen ofwel "swara". Het idee voor het concept 'that' of mode stamt uit de Carnatische muziek-traditie, waar het als "mela" werd omschreven rond 1640 door de musicoloog Venkatamakhi. Bhatkhande bezocht vele van de "gharana's" en verdiepte zich in de tradities van de Indiase klassieke muziek en deed een uitvoerige analyse van het Indiase raga-systeem. Op grond van die studies gaf hij het 10 thats systeem gestalte. In dit systeem is een verband gelegd tussen de mate waarin een raga in een that past en wordt ervoor gezorgd dat het aantal basis-modes beperkt kan blijven.

## Kenmerken
Elke that bevat een verschillende combinatie van gealtereerde (vikrt) en vaste (shuddha) tonen. Het verlagen of verhogen van de toon vindt altijd plaats binnen de referentie naar het interval patroon in de Bilawal that.
Van belang daarbij is dat net als in de Westerse kerktoonladders elke that een serie intervallen is, en niet een serie tonen. Zo is het dus een relatief systeem waarbij in principe elke toonhoogte als grondtoon (Sa, de tonica) kan fungeren, en waarop vervolgens de reeks of ladder gebouwd kan worden.

## De tien thats
Er zijn 10 algemeen aanvaarde thats (waarvan een aantal vergelijkbaar is met westerse kerktoonsoorten):
1. Bilawal (=Ionische mode): S R G m P D N S'[4]
2. Khamaj (=Mixolydische mode): S R G m P D n S'
3. Kafi (=Dorische mode): S R g m P D n S'
4. Asavari (=Aeolische mode): S R g m P d n S'
5. Bhairavi (=Frygische mode): S r g m P d n S'
6. Bhairav: S r G m P d N S'
7. Kalyan (=Lydische mode): S R G M P D N S'
8. Marwa: S r G M P D N S'
9. Poorvi: S r G M P d N S'
10. Todi: S r g M P d N S'

## Regels
Bhatkhande paste de term that alleen toe op ladders die alle van de volgende regels volgden:
1. Een that kent exact 7 toonnamen
2. De tonen moeten in de volgorde S R G M P D N staan (al dan niet met 'suddh' of 'vikrid' alteraties - twee versies van 1 toon in 1 that zijn niet toegestaan)
3. Een that heeft geen afzonderlijke stijgende of dalende naam zoals wel het geval is met veel raga's
4. Een that kent geen emotionele kwaliteit (raga's hebben dat per definitie wel)
5. De that krijgt zijn naam van een prominente raga om hem makkelijker te kunnen onthouden

Effectief worden enkel heptatonische diatonische toonladders een that genoemd

## That en de tijd van uitvoering
Raga's worden doorgaans gelinkt aan bepaalde perioden van de dag en nacht. Al in het vroege werk "Sangita-Makaranda" van Narada (ergens tussen de 7e en 11e eeuw) wordt de lezer gewaarschuwd dat als de raga' niet op het correcte uur wordt gebruikt en uitgevoerd er rampspoed kan dreigen.

Bhatkhande beweerde dat de juiste tijd om een raga te spelen een relatie had met de bijbehorende that (en met zijn "vadi". Volgens Bhatkhande's tijdtheorie worden de raga's in drie hoofdgroepen verdeeld.